# Радзеиовский, Фёдор Иванович
Фёдор Иванович Радзеиовский (7 октября 1878 — ?) —  полковник Российской императорской армии, участник Первой мировой войны. Кавалер ордена Святого Георгия 4-й степени.

## Биография
Фёдор Радзеиовский родился 7 октября 1878 года. В 1900 году окончил Константиновское артиллерийское училище, 9 августа был выпущен из портупей-юнкеров подпоручиком со старшинством с 8 августа 1898 года и был зачислен по полевой пешей артиллерии и прикомандирован к лейб-гвардии 3-й артиллерийской 
бригаде. 6 августа 1901 года был официально переведён в эту бригаду. 6 декабря 1903 года «за выслугу лет» был произведён в поручики со старшинством с 9 августа 1903 года. 6 декабря 1907 года  «за выслугу лет» был произведён в штабс-капитаны со старшинством с 9 августа 1907 года.
В составе 3-й артиллерийской бригады принимал участие в Первой мировой войне. 22 марта 1915 года «за выслугу лет» был произведён в капитаны. 6 декабря 1915 года «за особые отличия» получил старшинство с присвоением в чине полковника и получил должность командира лейб-гвардии мортирного паркового артиллерийского дивизиона.
26 августа 1916 года был удостоен ордена Святого Георгия 4-й степени за то, что «капитан лейб-гвардии 3-й артиллерийской бригады Федор Радзеиовский в бою 5 июня 1915 г. у д. Брусно-Нова, во время атаки на нашу пехоту превосходных сил противника, когда полк вынужден был отходить, прикрывал этот отход... Постепенно орудия батареи выводились из строю, но батарея не прекращала огня и дала время отойти своему полку» . По состоянию на сентябрь 1917 года служил в том же чине и том же дивизионе.

## Награды
Фёдор Радзеиовский был пожалован следующими наградами:
- Орден Святого Георгия 4-й степени (Высочайший приказ от  26 августа 1916)[2];
- Орден Святого Владимира 3-й степени с мечами (Приказ по армии и флоту от 18 сентября 1917);
- Орден Святого Владимира 4-й степени с мечами и бантом (Высочайший приказ от 23 апреля 1915);
- Орден Святой Анны 2-й степени (Высочайший приказ от 6 декабря 1912); мечи к ордену (Высочайший приказ от 2 сентября 1916);
- Орден Святой Анны 4-й степени с надписью «За храбрость» (Высочайший приказ от 28 августа 1916).